# Székesfővárosi krematórium
A Székesfővárosi krematórium egy 20. század elején tervezett monumentális budapesti halottégető épület volt, amely azonban soha nem valósult meg.

## Története
A 19. század második felében Budapest nagy népesség növekedést élt át. Ebben az időszakban épült ki a modern főváros számtalan palotájával, bérházával, múzeumával, bank- és gyárépületével. A növekvő népesség miatt a már meglévő, működő temetőket kiszélesítették, és újakat is hoztak létre (Új köztemető, Farkasréti temető, Óbudai temető). Ennek ellenére a századforduló táján, nyugat-európai mintára Magyarországon is felmerült – részben közegészségügyi okokból – a hamvasztásos temetés iránti igény.
1894-ben Budapesten tartották a nyolcadik Nemzetközi Higiéniai Kongresszust, ahol az osztrák krematóriumok kialakítottak egy hamvasztásos pavilont is. Ugyanebben az időben Budapest adott otthont a Német Krematóriumok Társaságának gyűlésének, és itt hangzott el először az első magyarországi krematórium felépítésének ötlete is.
1907 és 1916 között Hamvasztás néven folyóirat is jelent meg az eszme népszerűsítési céljára.

### Az I. pályázat
1903-ban a Magyar Mérnök és Építész Egylet pályázatot írt ki egy Székesfővárosi krematórium építésére. A Magyar pályázatok (későbbi Magyar Építőművészet) folyóirat 1904. augusztusi, 2. évfolyam, 8. száma részletesen beszámolt az elvárásokról, több tervről, és értékelte is őket. A folyóiratban szerepelt az eredeti felhívás, amely a következő elvárásokat támasztotta a leendő tervezők felé (részlet):
„Tervezendő egy nagyváros részére crematorium kapcsolatban columbariummal 150 m. széles és 300 m. hosszú telekre a következő feltételekkel: Legyen egy nagy központi ravatalozó főcsarnok körülbelül 600—800 m2 területtel apsidiális kiképzéssel a süllyesztő részére, továbbá szószékkel és karzattal; továbbá két külön hamvasztó fülke, egyenkint 100—120 m2 területtel és kettő egyenkint 50—60 m2 területtel; két ravatalozó helyiség egyenkint 100—120 m2 területtel, egy-egy várószobával 30—40 m2 területtel; két papi szoba a két ravatalozó mellett, egyenkint 20—25 m2 területtel; végre két szobából, előszobából és szolgaszobából álló irodai helyiség. Az alagsorban legyen külön bejáróval két szoba, konyha, kamrából álló szolgalakás s az elhamvasztáshoz szükséges 5 helyiség, továbbá raktár és kezelő helyiségek. A tüzelőanyag kizárólag légszesz. Az egyes helyiségek össze legyenek kapcsolva, de amellett mindegyik hamvasztóbán a szertartás egymástól független lefolyású lehessen. Különös gondot kell fordítani arra, hogy minden egyes ravatalozó helyiséghez könnyen lehessen kocsival közlekedni. A columbariumban külön helyek legyenek kiválóbb egyének emlékeinek. Kívántatik: a crematoriumnak két alaprajza 1 : 200 mértékben, egy főhomlokzat s egy metszet 1 : 100 mértékben, egy oldalhomlokzata s egy másik metszet 1 : 200 mértékben. Továbbá az egésznek elrendezése 1 : 500 mértékben ; végre a columbarium egy része 1 : 100 mértékben s a legszükségesebb tervleírás. A pályaterveket jeligével és jeligés levéllel ellátva legkésőbb 1904. januárius hó 4-én esti 6 óráig a Magyar Mérnök- és Építész-Egylet titkári irodájában kell benyújtani.”
A bíráló bizottság tagjai korabeli neves építészek volt, így Czigler Győző, Korb Flóris, Lechner Ödön, Pecz Samu és Vágó József. A pályázatra 6 pályamű érkezett be, azonban a bíráló bizottság ezek egyikét sem tartotta teljesen megfelelő alkotásnak, mert:
„A feladatot teljes sikerrel egyik sem oldotta meg, de mégis többé-kevésbé sikeresen megközelítik azt, s az egész pályázat általános niveauja kielégítő magaslaton van. De elítélendőnek tartja a bizottság, hogy egyes tervezők a rajzok külsőségeivel, a papirosok óriás nagyságával és a keretek gazdagságával iparkodnak hatást elérni, s gyakran a tényleges komoly és művészi munka rovására túlságos sok fáradságot és pénzt áldoznak a szakértők előtt értéktelen külsőségekre.”
A pályázatokból 3-at, Pogány Móric, Gerey Ernő, és Jónás Zsigmond tervét ismertette a lap részletesebben, illusztrációkkal. A legjobbnak Pogány Móric tervét ítélték, azonban az építkezések akkor végül nem valósultak meg. Ennek oka a tervekben szereplő épületek túldíszítettsége mellett a hamvasztás világi és egyházi oldalról való korabeli el nem fogadottsága volt.
Képek az egyes tervekről:
- Pogány Móric
- Gerey Ernő
- Jónás Zsigmond

### A II. pályázat
Az első világháború idején a halottak száma újabb, jelentős növekedést mutatott. 1915-ben ezért ismét kiírták a Székesfővárosi krematóriumra a pályázatot. A beérkezett pályázatokat ismét a Magyar Építőművészet folyóirat (1916, 14. évfolyam, 7-8. száma) értékelte. Az 1903-as pályázatokhoz képest megfigyelhető volt, hogy bár a tervezők ezúttal is törekedtek a monumentális hatásra, épületeiknek tervei jóval kevésbé díszesekre sikerültek. 30 pályázat érkezett a következő személyektől: Korányi János, Ágoston Emil, Dragon Ervin, Buday József és Petten Ödön, Keller József és Forgó Gábor, Hlinák Gyula, Károly Lajos és Károly Miklós, Bálint József, Szende Andor, Rerrich Béla, Szirontay-Lhotka István, Almási Balogh Loránd, Reichl Kálmán, Gerey Ernő, Szende Andor, Löffler Samu Sándor és Löffler Béla, Árkay Aladár, Palóczi Antal, Böhm Henrik és Hegedűs Ármin, Hikisch Rezső, Menyhért Miklós, Tscheuke Hermann, Molnár László és Kersanács Antal, Reiser I., Radványi Tibor és Hetyey Géza.
Képek az egyes tervekről:
- Hikisch Rezső
- Reiser I.
- Almási Balogh Loránd
- Árkay Aladár
- Bálint József
- Keller József és Forgó Gábor
- Pálóczi Antal
- Reichl Kálmán
- Rerrich Béla
- Tscheuke Herman
- Szende Andor
- Böhm Henrik és Hegedűs Ármin

Ennél a pályázatnál Hikisch Rezsőnek adták az első díjat. Azonban ekkor sem valósult meg a fenti okokból a nagy krematórium terve.

### Utóélet: az első budapesti krematórium
Budapesten 1917-ben törvényhatósági határozat mondta ki a krematórium megépítést, amit 1921-ben hatályon kívül helyeztek.
A fővárosban nem is létesült hosszú időn át hamvasztóüzem. Csak jóval a második világháború után, 1968-ra épült meg Pomsár János tervei szerint az Új köztemetőben az első budapesti krematórium. A létesítmény 2007-ig működött.

## Érdekességek
- A Magyar Királyság területén az 1910-es években több, a Magyar Királysághoz tartozó településen (1914: Zsolna,[7][8][9][10] 1914: Trencsén,[9][11] 1917 e.: Rózsahegy,[12] 1915: Szlavónia)[13][14] katonai hamvasztókemencék épültek. Ezek elsősorban ruhák hamvasztása[11] mellett időnként járványokban elhalt katonák hamvasztását is végezték.[13][14] 1915-ben komolyan foglalkoztak krematórium építésének gondolatával Kolozsvárott[15] és Brassóban is.[16] A zsolnai krematóriumról annyi ismert még egy 1928-as híradás alapján, hogy később már csak amputált emberi végtagok és városi szemét égetésére használták, normál krematóriumként nem.[17]
- Már a Székesfővárosi krematórium tervének idején felmerült a debreceni krematórium létesítése is, azonban végül ez is jóval később, 1932-ben épült meg, ráadásul csak 1951-ben helyezték üzembe.[18]

## Egyéb irodalom
- Jászai Mari: A halotthamvasztásról. In: Hamvasztás, 1. évf. (1907) 10. sz. 4.
- Katona  József:  A  halottégetés  történelmi,  eszthetikai,  jogi,  közegészségügyi  és  közgazdasági  szempontból. Budapest, 1912.
- Cholnoky Viktor: A  halottégetésről.  Vita  egy  Budapesten  felállítandó  krematórium  ügyében. In: A  Hét. Politikai és irodalmi szemle, 16. évf. (1905) 2. sz. 878–879.

## Kapcsolódó oldalak
- Lipótvárosi zsinagóga (egy másik korabeli tervben maradt épület)
- Tervben maradt nevezetes budapesti épületek, építmények